# Duffman
Duffman, conocido también en Hispanoamérica como El Hombre Duff, es un personaje de la serie de dibujos animados Los Simpson, creada por Matt Groening. Duffman es la mascota oficial de la cerveza más consumida de Springfield: la Duff. Su voz original se la da Hank Azaria. Apareció por primera vez en The City of New York vs. Homer Simpson. El personaje viene dado por el conocido bajista de los Guns N' Roses, Duff McKagan. Matt Groening escuchó cómo apodaban a Duff 'The King Of Beers' (debido a la gran cantidad de alcohol que ingería en aquel entonces el bajista) y le pidió el permiso explícito de crear un personaje en su serie de televisión que pasaría a conocerse como Duffman.

## Información general
Duffman es un personaje que aparece esporádicamente, pero nunca dejó de hacerlo. Se caracteriza por su vestimenta muy llamativa de colores azul, rojo y blanco, gorra y capa rojas además de un cinturón lleno de latas de cerveza. Duffman ha sido representado por distintas personas (aunque todas lucían del mismo modo), incluso al mismo tiempo durante un importante partido del Super Bowl.
Se caracteriza al igual que Disco Stu por hablar sobre sí mismo en tercera persona: Duffman nunca muere, sólo los actores que lo personifican...
Es muy conocido por su gran entusiasmo. Su frase favorita es oh, yeah mientras hace un sugestivo movimiento de caderas. Su estilo recuerda al de Lord Flashheart, personaje de Blackadder. La música que se escucha cada vez que aparece haciendo promociones es "Oh Yeah" de la banda suiza Yello.

## Biografía

### Varios personajes
La Compañía Duff nunca había dado a conocer que en realidad el personaje de Duffman era interpretado por varias personas, al menos se conoce a los siguientes intérpretes de Duffman: Sid, Larry y Barry Duffman, este último en Old Yeller Belly. Cuando Lenny mencionó que Duffman había muerto de cirrosis, el Duffman que había entrado en la Taberna de Moe en ese momento contesta Duffman nunca muere, sólo los que lo personifican..., en referencia a Ronald McDonald y Marlboro Man, que han sido representados por múltiples actores. La conexión con Marlboro Man es mayor, ya que dos de los actores que lo representaban murieron de cáncer de pulmón, relacionado con lo que promocionaban.

### Personalidad
En general, Duffman representa los intereses de la empresa en la cual trabaja, pero en Hungry, Hungry Homer cuando Homer descubre que Howard K. Duff VIII (propietario no sólo de la empresa de cerveza sino también del equipo local de béisbol) tenía pensado trasladar clandestinamente a los Isótopos de Springfield a Albuquerque lo pone en conocimiento a Duffman y este se vuelve en contra del empresario y de su objetivo.

### Hijos
En Old Yeller Belly, Duffman (Barry) declara tener dos hijos, Dufflad y Duffgirl, aunque luego el director aclaraba que estos sólo fueron creados para un spot publicitario, es decir, que eran meros actores también.

## Origen del personaje
Duffman está basado en la anterior mascota de la cerveza Budweiser, Bud Man. La frase por excelencia de Duffman es "oh, yeah", que proviene como se dijo de la canción 'Oh Yeah' de la banda suiza Yello. Los productores afirmaron que se volvió muy popular una vez que el film Ferris Bueller's Day Off y varias publicidades comenzaran a usarla, así que sintieron que era correcta para Duffman.